# Tres Reinos de Corea
Los Tres Reinos de Corea eran Korio (en hangul, 고구려; en hanja, 高句麗; romanización revisada, Goguryeo), Baekje (en hangul, 백제; en hanja, 百濟) y Silla (en hangul, 신라; en hanja, 新羅), que dominaban la península coreana y partes de Manchuria durante gran parte del primer milenio de nuestra era. El periodo de los Tres Reinos se suele considerar que empieza en el siglo IV y termina con el triunfo de Silla sobre Koguryŏ en el año 668.
El nombre "Samguk" (en hangul, 삼국; en hanja, 三國), o "Tres Reinos", fue utilizado en los títulos coreanos de los textos clásicos Samguk Sagi y Samguk Yusa, escritos ambos en el siglo XII.

## Nomenclatura
A partir del siglo VII, el nombre "Samhan" se convirtió en sinónimo de los Tres Reinos de Corea. El "Han" en los nombres del Imperio Coreano, Daehan Jeguk, y la República de Corea (Corea del Sur), Daehan Minguk o Hanguk, se nombran en referencia a los Tres Reinos de Corea, no a las antiguas confederaciones en el sur de la Península de Corea.
Según Samguk sagi y Samguk yusa, Silla implementó una política nacional, "Unificación de Samhan". (en hangul, 삼한일통; en hanja, 三韓一統), para integrar los refugiados de Baekje y Goguryeo. En 1982, se descubrió una piedra conmemorativa que data del año 686 en Cheongju con una inscripción: "Los Tres Han se unificaron y el dominio se expandió". Durante el período Silla posterior, los conceptos de Samhan como las antiguas confederaciones y los Tres Reinos de Corea se fusionaron. En una carta a un tutor imperial de la dinastía Tang, Choe Chiwon comparó a Byeonhan con Baekje, Jinhan con Silla y Mahan con Goguryeo. Por el período Goryeo, Samhan se convirtió en un nombre común para referirse a toda Corea. En sus Diez Mandatos a sus descendientes, Wang Geon declaró que había unificado los Tres Han (Samhan), refiriéndose a los Tres Reinos de Corea. Samhan continuó siendo un nombre común para Corea durante el período de Joseon y fue ampliamente mencionado en los Anales de la dinastía Joseon.
En China, los Tres Reinos de Corea se denominaron colectivamente Samhan desde principios del siglo VII. El uso del nombre Samhan para indicar los Tres Reinos de Corea estaba muy extendido en la dinastía Tang. Goguryeo fue llamado alternativamente Mahan por la dinastía Tang, como lo demuestra un documento Tang que llama a los generales de Goguryeo "líderes de Mahan". (en hangul, 마한추장; en hanja, 馬韓酋長) en 645. En 651, el Emperador Gaozong de Tang envió un mensaje al rey de Baekje refiriéndose a los Tres Reinos de Corea como Samhan. Los epitafios de la dinastía Tang, incluidos los pertenecientes a los refugiados y migrantes de Baekje, Goguryeo y Silla, llamaron a los Tres Reinos de Corea "Samhan", especialmente Goguryeo. Por ejemplo, el epitafio de Go Hyeon (en hangul, 고현; en hanja, 高玄), un general de la dinastía Tang de origen Goguryeo que murió en 690, lo llama un "hombre Liaodong Samhan" (en hangul, 요동 삼한인; en hanja, 遼東 三韓人). La historia de Liao equipara a Byeonhan con Silla, Jinhan con Buyeo y Mahan con Goguryeo.
El nombre "Tres Reinos" se usó en los títulos de las historias coreanas Samguk sagi (siglo XII) y Samguk yusa (siglo XIII), y no debe confundirse con los Tres Reinos de China.

## Crónicas históricas

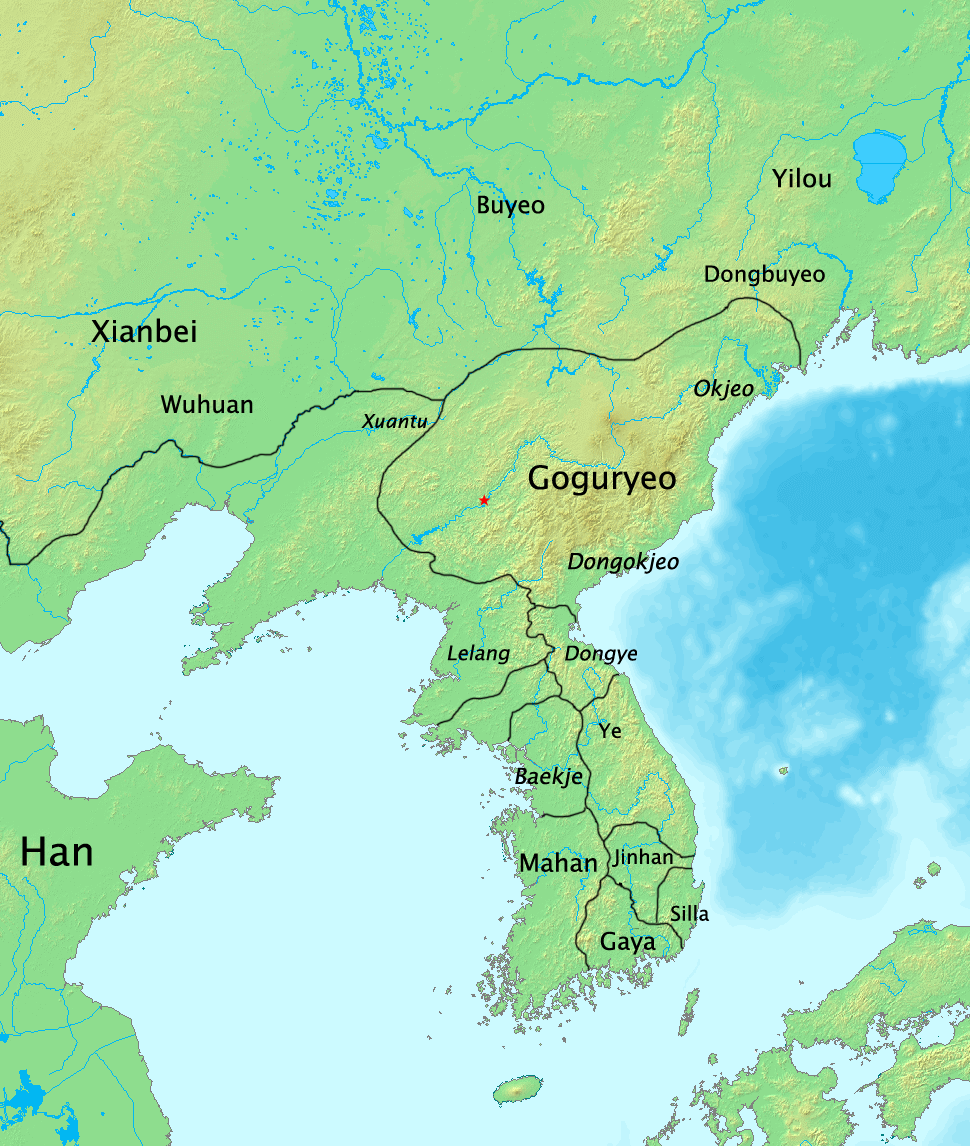
Mapas de los Tres Reinos de Corea, Mapas de la historia de Manchuria

Según relatan las crónicas coreanas, las primeras raíces de los Tres Reinos se pueden encontrar en el año 57 a. C., cuando el reino de Saro (posteriormente Silla) del sureste de la península obtuvo autonomía de la China de la dinastía Han. Koguryŏ, mientras tanto, emergió en las riberas norte y sur del río Yalu (Río Amnok en coreano). La primera referencia al nombre "Koguryŏ" en las crónicas chinas proviene del año 75 a. C., como distrito local. Se independizó de China en el año 37 a. C. según las fuentes coreanas.
Las crónicas coreanas registraron el año 18 a. C. como el año del establecimiento de Baekje. La capital se encontró al principio cerca de lo que hoy es Seúl, posteriormente se trasladó al sur a Ungjin (actualmente Gongju) y posteriormente aún más al sur en Sabi (actualmente Buyeo). Las crónicas chinas sugieren, sin embargo, que Baekje fue establecido en el siglo IV por un general de Koguryŏ.
Como los orígenes de los tres reinos se pueden fechar en el siglo I a. C., a veces se considera que el periodo de los Tres Reinos cubre el periodo entero comprendido entre el siglo I a. C. y el siglo VII de nuestra era. Sin embargo, las evidencias históricas y arqueológicas muestran un cambio profundo en la naturaleza de la vida en la península alrededor del siglo IV, razón por la cual la mayoría de los estudiosos como Best (2000) y Lee (1984) consideran que el periodo de los Tres Reinos propiamente dicho comenzó en torno al año 300. Antes de entonces, hay poca evidencia que indique una organización política sistemática por encima del nivel de la ciudad-estado amurallada en el sur de la península. La evidencia historiográfica indica que entidades como Mahan y Jinhan tenían más poder que los aún muy primitivos reinos de Silla y Baekje, que solo aparecen como estados menores en el San guo zhi del siglo III. En el siglo IV, los tres reinos empiezan a aparecer con regularidad en las crónicas chinas de la época.
Durante la dinastía Han, se establecieron comandancias para gobernar gran parte del norte de la península coreana. Tras el final de la dinastía Han, al principio del siglo III, estas comandancias siguieron existiendo durante cierto tiempo como estados cuasi-independientes. La última en caer, la comandancia de Lelang, fue absorbida por Koguryŏ en 313. Así, el principio del periodo de los Tres Reinos se caracterizó por la eliminación de la influencia china y un reajuste en las relaciones de poder en la península.
Los tres reinos compartían una herencia cultural similar. Se cree que sus religiones originales fueron de tipo chamanista, pero fueron incorporando paulatinamente influencias chinas (en particular del confucianismo y el taoísmo). En el siglo IV, el budismo fue introducido en la península y se expandió con rapidez, convirtiéndose en la religión oficial de los tres reinos en un tiempo relativamente corto. Na (2003) argumenta que el budismo desempeñó un papel importante al proporcionar respuestas a la sociedad en una época en que se estaba desmoronando el estilo de vida comunal tradicional.

## Tres Reinos
- Baekje (백제): En el siglo IV, era un estado muy próspero y dominaba el sur de la península. Fue el único estado coreano que mantuvo relaciones exteriores prósperas con Japón, ejerciéndole grandes influencias culturales sobre todo en materias de arquitectura, arte y literatura.
- Koguryŏ (고구려): el mayor de los tres reinos, tenía dos capitales en alternancia. Nangnang (actualmente Pionyang) y Kungae sobre el río Yalu. Al principio el estado se encontraba en la frontera con China, y fue conquistando poco a poco vastos territorios de Manchuria y acabó destruyendo la colonia china de Nangnang en 313. La influencia cultural china permaneció hasta que el budismo fue adoptado como religión oficial en 372.
- Silla (신라): En 503 pasó de llamarse Saro a Silla. El reino de Silla absorbió por completo el reino de Gaya durante la primera mitad del siglo VI. La capital de Silla era Sŏrabŏl (actualmente Gyeongju). El budismo fue la religión oficial en 528.

Otros reinos pequeños
Antes y durante este periodo, existieron otros reinos y estados tribales de menor tamaño, como Dongye, Gaya, Okchŏ, Puyŏ, Usan y Tamna.

## Unificación
Aliada con China bajo la dinastía Tang, Silla conquistó Koguryŏ en 668, tras haber conquistado Baekje en 660, entrando así en el periodo de Silla unificada y poniendo fin al periodo de los Tres Reinos.

## Pruebas arqueológicas

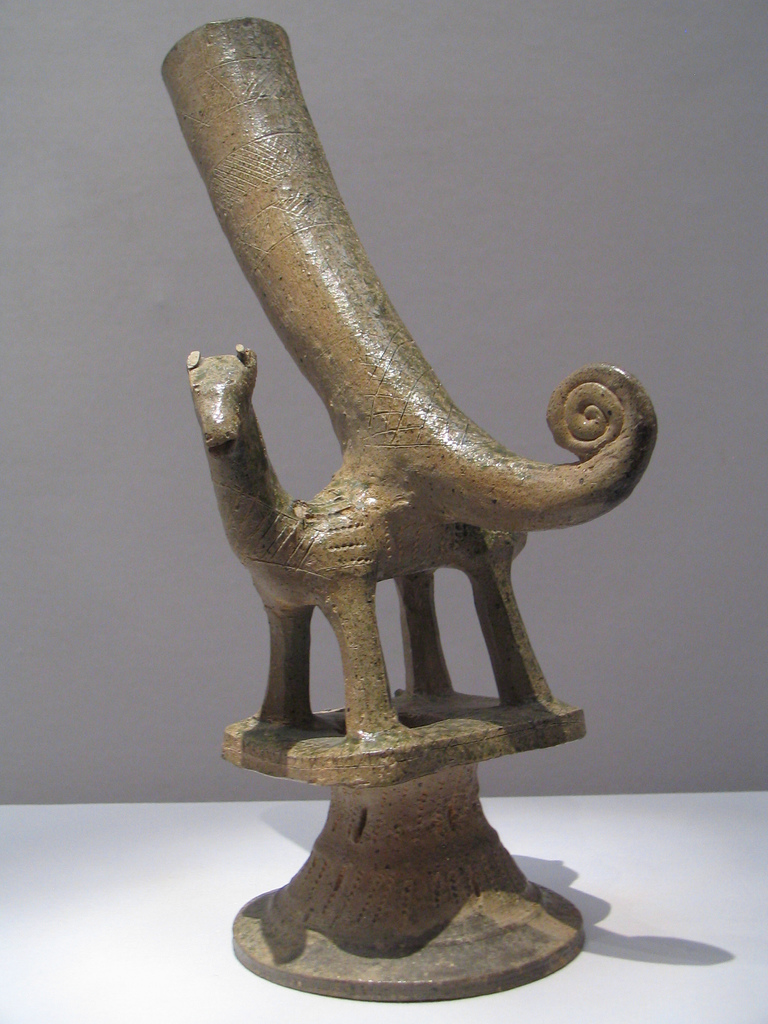
Una inusual vasija para beber excavada en un enterramiento en un túmulo de Gaya.

Los arqueólogos utilizan directrices derivadas de la antropología, la etnología, la analogía y la etnohistoria para el concepto de lo que define una sociedad a nivel de estado. Esto difiere del concepto de estado (guk o Sino ko: 國, estado amurallado, etc.) en la disciplina de la historia coreana.
En la arqueología antropológica la presencia de centros urbanos (especialmente capitales), arquitectura monumental, especialización artesanal y estandarización de la producción, enterramientos ostentosos, sistemas de escritura o registro, burocracia, control político demostrado de áreas geográficas que suelen ser mayores en extensión que un solo valle fluvial, etc. constituyen algunos de estos correlatos que definen a los estados.
Entre los yacimientos arqueológicos que datan de los Tres Reinos de Corea, se han excavado cientos de cementerios con miles de enterramientos. La gran mayoría de las pruebas arqueológicas del Periodo de los Tres Reinos de Corea consisten en enterramientos, pero desde la década de 1990 se ha producido un gran aumento de las excavaciones arqueológicas de antiguos lugares de producción industrial, carreteras, recintos palaciegos y de élite, lugares ceremoniales, hogares plebeyos y fortalezas debido al auge de la arqueología de salvamento en Corea del Sur.
Rhee y Choi plantean la hipótesis de que una mezcla de desarrollos internos y factores externos condujo a la aparición de sociedades a nivel estatal en Corea. Varios arqueólogos, entre ellos Kang, demuestran el papel de la guerra frecuente en el desarrollo de los estados peninsulares.

### Fundación (c. 0 - 300/400 d.C.)

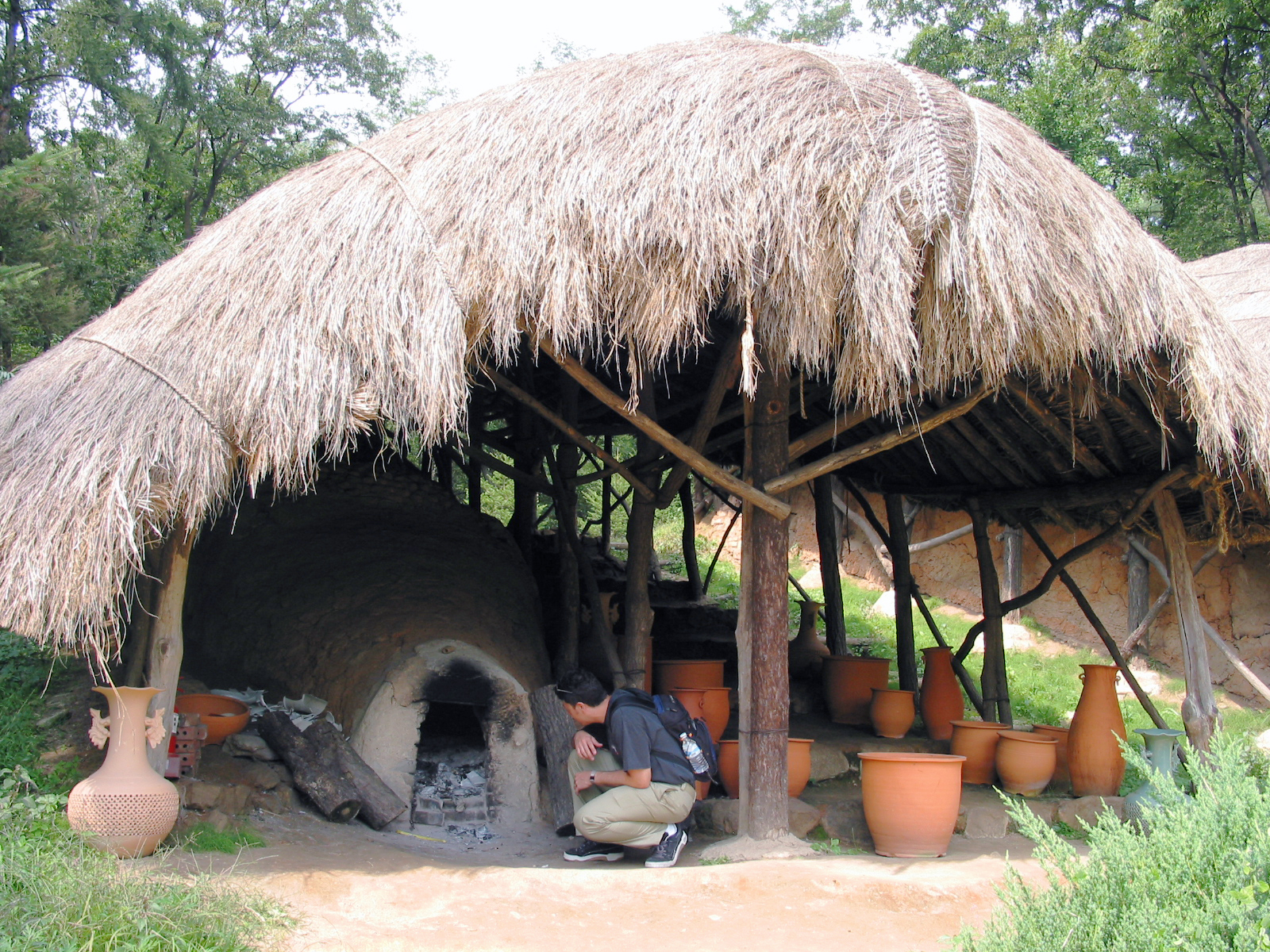
Ejemplo de un horno trepador histórico similar a los que se excavaron en Songok-dong y Mulcheon-ri ya a finales del Periodo de los Tres Reinos, c. 600.

Algunos correlatos individuales de sociedades complejas se encuentran en las jefaturas de Corea que datan de c. 700 a. C.. Las mejores pruebas del registro arqueológico indican que los estados se formaron entre el 300 a. C. y el 300/400 d. C.  Sin embargo, los arqueólogos no están dispuestos a sugerir que esto signifique que hubiera estados en la época a. C.. Los correlatos de las sociedades estamentales no se desarrollaron como un conjunto, sino a rachas y en distintos momentos. Fue en algún momento entre el 100 y el 400 d. C. cuando los correlatos individuales de las sociedades estamentales se desarrollaron en número y escala suficientes como para poder identificar con seguridad las sociedades estamentales a partir de datos arqueológicos.

### Entierros
Lee Sung-Joo analizó la variabilidad en muchos de los cementerios de élite de los territorios de los estados de Silla y Gaya y descubrió que, ya en el siglo II, había variaciones dentro de los cementerios en la distribución de objetos funerarios de prestigio, pero no había diferencias jerárquicas a escala regional entre los cementerios. Hacia finales del siglo II d. C., el espacio interior de los enterramientos de élite aumentó de tamaño, y las técnicas de construcción de enterramientos en cámaras de madera fueron cada vez más utilizadas por las élites. 
En el siglo III, se desarrolló un patrón en el que se construyeron cementerios de élite únicos que eran los de mayor estatus en comparación con todos los demás cementerios. Estos cementerios se construyeron a gran altura, a lo largo de las crestas y en las cimas de las colinas. Además, la élite más alta era enterrada en tumbas a gran escala situadas en el punto más alto del cementerio. Los cementerios con enterramientos en montículos de la "élite más alta", como Okseong-ri, Yangdong-ri, Daeseong-dong y Bokcheon-dong, muestran este patrón.

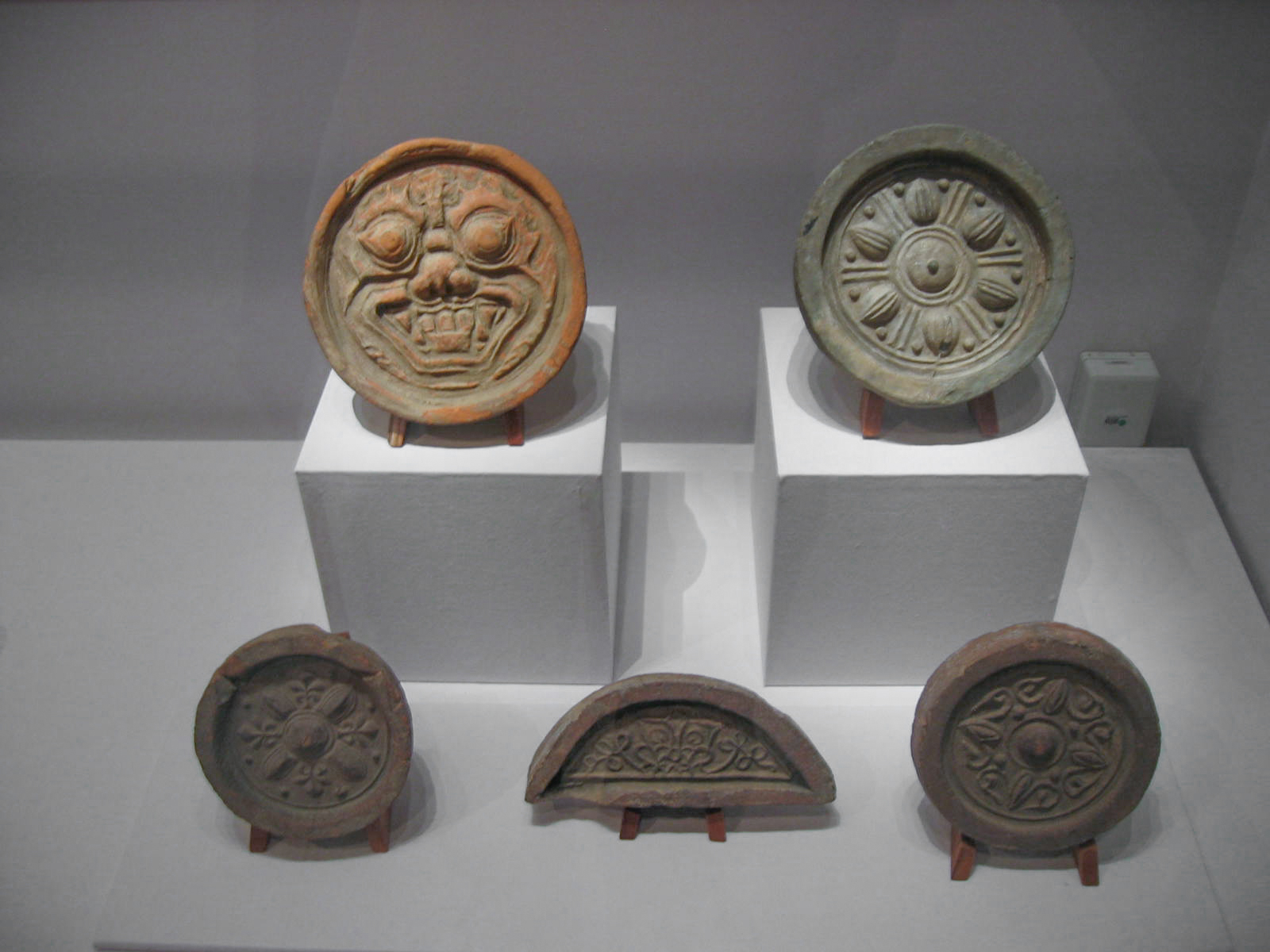
Tejas excavadas en yacimientos arqueológicos de Goguryeo en el valle del río Han, del Museo Nacional de Corea.

### Producción a escala industrial de cerámica y tejas
Lee Sung-Joo propuso que, además del desarrollo de las jerarquías políticas regionales, como se observa a través del análisis de los enterramientos, la variación en los tipos de producción de cerámica desapareció gradualmente y la especialización a tiempo completo fue el único tipo reconocible de producción de cerámica desde finales del siglo IV d. C. Al mismo tiempo, los centros de producción de cerámica se centralizaron en gran medida y las vasijas se estandarizaron.
La centralización y el control elitista de la producción quedan demostrados por los resultados de las excavaciones arqueológicas de Songok-dong y Mulcheon-ni en Gyeongju. Estos yacimientos forman parte de lo que fue un antiguo complejo industrial interconectado y en expansión en las afueras del noreste de la capital de Silla. Songok-dong y Mulcheon-ri son ejemplos de la gran escala de las producciones especializadas de tipo fabril en los periodos de los Tres Reinos y Silla Unificada. El yacimiento se excavó a finales de la década de 1990, y los arqueólogos hallaron restos de muchos elementos de producción, como alfarería hornos de cerámica, hornos de tejas, hornos de carbón vegetal, así como restos de edificios y talleres relacionados con la producción.

### Ciudades capitales, recintos de élite y arquitectura monumental
Desde el establecimiento de Goguryeo, su historia temprana está bien atestiguada arqueológicamente: la primera y segunda ciudades capitales, Jolbón y Ciudad de Gungnae, están situadas en la actual Ji'an, Jilin y sus alrededores. En 2004, el lugar fue designado Patrimonio de la Humanidad por la UNESCO. Desde 1976, las continuas excavaciones arqueológicas concentradas en la parte sureste de la moderna Gyeongju han revelado partes de la llamada Silla Wanggyeong (capital real de Silla). Varias excavaciones a lo largo de los años han revelado templos como Hwangnyongsa, Bunhwangsa, Heungryunsa y otros 30 yacimientos. También se han excavado indicios de las capitales de Baekje en la Fortaleza de Mongchon y la Pungnap, en Seúl.